# José Luís Bittencourt
José Luiz Bittencourt (Aracaju, 3 de janeiro de 1922 – Goiânia, 26 de setembro de 2008), foi um advogado, jornalista, escritor e político brasileiro.
Iniciou sua trajetória política em 1954, após se eleger vereador em Palmeiras. Por 2 mandatos, de 1955 a 1962 atuou como vereador em Goiânia. Durante a administração do udenista Hélio Brito na capital estadual (1961–1966), atuou como secretario da Educação e da Administração. Suplente de deputado estadual durante a 5a legislatura da Assembleia Legislativa de Goiás (1963–1967), assume em 25 de junho de 1964. No entanto, deixa o cargo após a deposição de Mauro Borges Teixeira para assumir a Secretaria de Estado de Meira Matos, nomeado interventor de Goiás pelo presidente Humberto de Alencar Castelo Branco. Permaneceu no gabinete do governo seguinte, comandado por Emílio Rodrigues Ribas Júnior, como Secretario da Educação. Ainda durante o regime militar, exerceu o cargo de vice-governador de Goiás durante o mandato de Irapuan Costa Júnior (1975–1979). Assumiu o governo interinamente de 5 de janeiro a 15 de janeiro de 1979.
Bittencourt morreu no dia 26 de setembro de 2008 em Goiânia, vítima de uma parada cardíaca. Seu corpo foi enterrado no cemitério Jardim das Palmeiras.

## Vida pessoal
Apesar de ter feito carreira pelo estado de Goiás, José Luiz Bittencourt nasceu em Aracaju, Sergipe, em 3 de janeiro de 1922, filho de Carlos Batista Bittencourt e Luíza Guaraná Bittencourt. Fez o curso superior na Faculdade de Direito da Universidade Federal de Goiás (UFG), sendo, mais tarde, titular da cadeira de Direito Internacional Privado. Lecionou por vários anos na Faculdade de Direito da UFG e mantinha uma coluna no jornal Diário da Manhã.
Seu filho, Luiz Bittencourt também seguiu a carreira política. Foi deputado estadual por 2 vezes, presidente da Assembleia Legislativa (1995/1996) e deputado federal por 3 vezes, sempre pelo PMDB. Ele também se candidatou duas vezes ao cargo de prefeito de Goiânia. Em 1992, na eleição ganha por Darci Accorsi, obteve pouco mais de 10% dos votos como candidato do PDC. Na eleição seguinte, já pelo PMDB, obteve 26,7% dos votos no primeiro turno e 44,29% no segundo, quando perdeu a disputa para Nion Albernaz. Outro filho, José Luiz Bittencourt Filho exerceu o cargo de presidente da Agência Goiânia de Comunicação (Agecom) entre janeiro de 2011 a fevereiro de 2013, tendo sido nomeado pelo governador tucano Marconi Perillo.

## Outras atividades
Além da carreira política, José Luiz Bittencourt também foi um profícuo escritor. Pertenceu à Associação Goiana de Imprensa, à União Brasileira de Escritores – Seção Goiás, à Academia Goiana de Letras (sendo o primeiro ocupante da Cadeira 35), à Academia Goiana de Letras Jurídicas, ao Instituto Histórico e Geográfico de Goiás e ao Instituto Histórico e Geográfico de Sergipe. Na contracapa de um dos seus livros, foi assim definido: "José Luiz Bittencourt é um intelectual inteiramente dedicado ao ofício de escrever. Um homem envolvido pela febre das palavras, mergulhado nas águas profundas da reflexão. Um mestre tecelão das malhas da erudição, com a mente tomada pelo gosto das ideias, pronto para o embate cotidiano do seu tempo e da sua circunstância. Assim é e assim é a sua obra. Um pensador único, capaz de extrair de grandes e pequenos temas as lições de vida que estão à nossa frente, mas que não conseguimos desvendar sem a chave da palavra consciente". No prefácio de outra obra, essa foi a sua apresentação: "José Luiz Bittencourt nasceu para escrever. Poucos são os intelectuais que, como ele, manejam com tamanha destreza - e, ao mesmo tempo, com imensa naturalidade - a arte de colocar ideias no papel. Em Goiás, é um dos nossos raros publicistas, palavra que o dicionário Aurélio define como 'pessoa que escreve, para o público, sobre vários assuntos'. José Luiz Bittencourt é exatamente isso, um publicista, mestre da elegância verbal, erudito até o último fio de cabelo, um verdadeiro gentleman das letras. Daí o seu sucesso. Daí o seu imenso público leitor".
José Luiz Bittencourt teve oito obras publicadas durante sua vida:
- Do homicídio culposo na Legislação Brasileira (monografia), publicada em espanhol;
- Dos fundamentos da liberdade do Estado Moderno, 1956;
- Municipalismo, técnica e ciência na formação dos homens públicos, 1964;
- Leão de Jaula, 1967;
- Política e Poder Nacional; 1976;
- Dimensão política dos Direitos Humanos, 1979;
- Prática da Discordância, 1989;
- A consciência da palavra, 2003.
- Tribuna Acadêmica, 2007.

Após a sua morte, amigos editaram o livro José Luiz Bittencourt - Coletânea da Saudade, com 34 artigos póstumos publicados na imprensa goiana sobre a sua pessoa e um texto de agradecimento assinado por sua esposa e filhos. 